# 貝塚市消防本部
貝塚市消防本部（かいづかししょうぼうほんぶ）は、大阪府貝塚市の消防部局（消防本部）。管轄区域は貝塚市全域。

## 概要
- 消防本部：貝塚市鳥羽122-1
- 管内面積：43.99km2
- 職員定数：89人
- 消防署1カ所、出張所2カ所
- 主力機械（2023年12月末日現在）
  - 普通消防ポンプ自動車：3
  - 水槽付消防ポンプ自動車：1
  - 屈折はしご付消防自動車：1
  - 化学消防自動車：1
  - 救急自動車：4
  - 救助工作車：1
  - 査察車：1
  - 広報車：1
  - 資機材搬送車：1
  - 防災活動車：1
  - マイクロバス：1

## 沿革
- 1945年6月　官設消防として、貝塚出張所を開設する。
- 1946年9月　三ツ松出張所を開設する。
- 1948年2月　貝塚消防署を設置する。
- 1948年3月　自治体消防として、貝塚市消防本部・貝塚市消防署を設置し、1本部1署1出張所（三ツ松）体制で業務を開始する。
- 1949年3月　水間出張所を開設し、三ツ松出張所を廃止する。
- 1951年4月　消防本部・消防署庁舎が竣工する。
- 1963年10月　救急業務を開始する。
- 1974年5月　消防本部に課制を導入する。
- 1975年3月　消防本部・消防署現庁舎が竣工する。
- 1990年3月　水間出張所で救急業務を開始する。
- 1990年10月　二色出張所を開設する。
- 1996年1月　高規格救急自動車を本署に配備し運用を開始する。
- 2000年4月　高規格救急自動車を二色出張所に配備する。
- 2003年10月　高規格救急自動車を水間出張所に配備する。

## 組織
- 本部 - 総務課、予防課、警備課
- 消防署

## 消防署
| 消防署       | 住所      | 出張所                            |
| ------------ | --------- | --------------------------------- |
| 貝塚市消防署 | 鳥羽122-1 | 水間：三ツ松750-8 二色：二色2-2-1 |